# Circumvallation

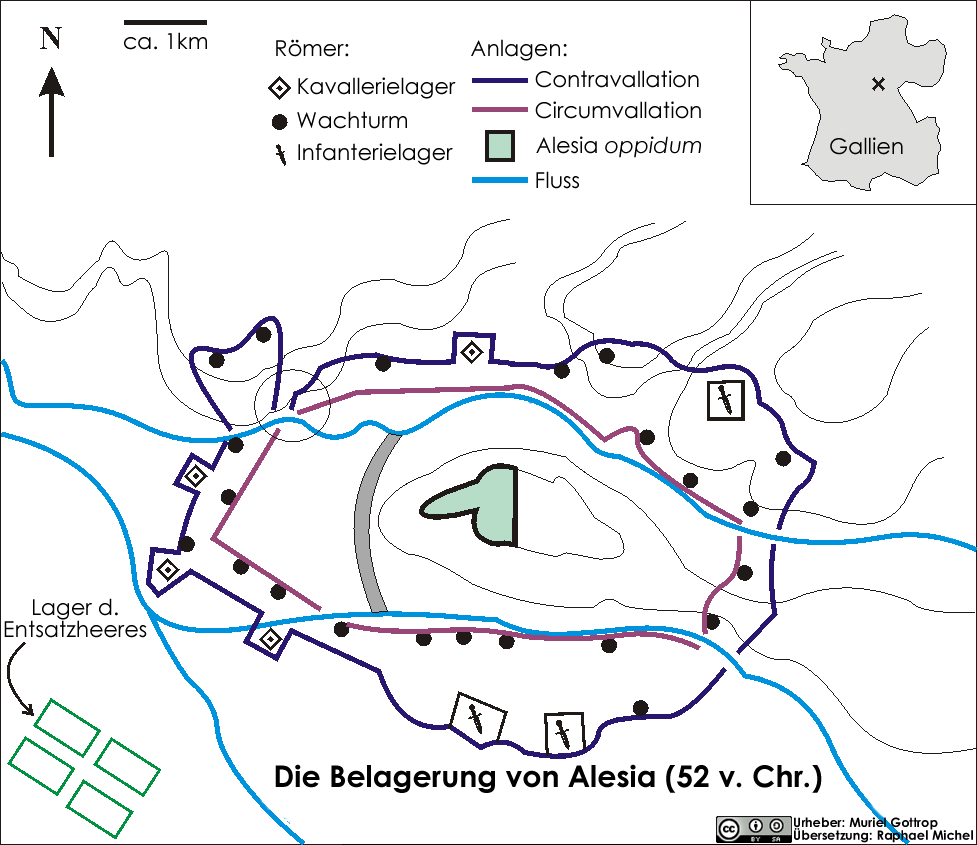
Beispiel mit Belagerungs- und Verteidigungsring bei der Schlacht von Alesia

Circumvallation (lat.: circum = um ... herum und vallum = Wall) oder Zirkumvallationslinie beschreibt eine Befestigung oder zusammenhängende Kette von Schanzen, die um eine Stadt oder Festung herumgeführt wird. Die vom Angreifer angelegte Circumvallation soll Ausfälle aus der belagerten Stadt verhindern und die Belagerer vor Angriffen der Belagerten schützen.
Die Contravallation (frz. Contrevallation) oder Kontravallationslinie, die als weiterer Befestigungsring die Circumvallation einschließt, schützt die Belagerer vor Angriffen von außen, insbesondere durch Entsatzheere.
Diese Art der Barrikade spielte vor allem bei der griechischen und römischen Belagerungstechnik der Antike eine Rolle, beispielsweise bei Caesars Sieg in der Schlacht um Alesia, beim Kampf um Agrigent im Ersten Punischen Krieg, bei Numantia (133 v. Chr.), Masada (73 n. Chr.) und zahlreichen anderen Städtebelagerungen. Auch in der Neuzeit fanden Begriff und Technik noch Verwendung, so wurde sie 1836 von Lossau im Werk Ideale der Kriegsführung beschrieben. Inzwischen ist beides außer Gebrauch gekommen.
Nicht zu verwechseln ist die Circumvallation mit dem allgemeineren Begriff der Einschließung (auch Einkesselung oder Zernierung) ohne die Anlage eines klassischen Walls, wie etwa beim Kessel von Stalingrad im Zweiten Weltkrieg.